# Св. св. Константин и Елена (Осмар)
„Св. св. Константин и Елена“ е православна църква в село Осмар, община Велики Преслав, област Шумен. Тя е част от Шуменска духовна околия, Варненска и Великопреславска епархия на Българската православна църква. Построена е през 1862 г. През 2012 г. е възстановена. Тя е действаща само на големи религиозни празници. Първосвещеник на храма е Юлиян Младенов Димов.
Таванът на църквата е обкован художествено с дървени летви на ромбове и успоредни линии, почти няма стенописи. Вляво от иконостаса е поставена мемориална плоча в памет на загиналите във войните през 1912 – 1913 г. от село Осмар.

## История
Храмът е построен, през 1862 г., с ферман от султан Абдул Меджид I. Изграден е с камък от Преславската крепост – като символ на националния дух и приемствеността между миналото величие и съвремието. Отначало в него има клепало. Читалищните членове откриват подписка за закупуване на черковна камбана. Пръв свещеник в новопостроената църква става поп Димитър от село Беброво, Еленско.
През 2012 г., по повод 150-годишнината ѝ, черквата е възстановена.
Най-старата икона в църквата е дарена през 1866 г. при освещаването ѝ, но е свалена от олтара и загубена за дълго време. При ремонт на църквата, майсторите откриват реликвата под покрива на камбанарията. Заедно с иконата на Константин и Елена откриват още една с избледнели образи – на братята Кирил и Методий, която се връща реставрирана. За един от храмовите си празници църквата получава дарение от Украйна – позлатен кръст за камбанарията.